# Џони Логан
Џони Логан (енгл. Johnny Logan, право име Seán Patrick Michael Sherrard O'Hagan), рођен 13. маја 1954. крај Мелбурна, је ирски певач и композитор.
Џони Логан је без праве конкуренције најуспешнији учесник у историји Песме Евровизије. Имао је учешћа у чак три победе Ирске са снажним баладама. На Песми Евровизије 1980. у Хагу Логан је победио певајући What's Another Year. 1987. у Бриселу је поново тријумфовао са својом песмом Hold Me Now, изабраном 2005. за трећу најбољу песму у историји такмичења. На Песми Евровизије 1992. у Малмеу је победила Линда Мартин са песмом Why Me?, коју је Логан компоновао.
Често га зову "Mr. Eurovision" (”г-дин Евровизија”).

## Биографија
Шон (дакле Џони) је рођен у Франкстону крај Мелбурна (Аустралија). Његов отац је био чувени ирски тенор Патрик О’Хаген, који је три пута певао у Белој кући, за председнике Кенедија, Џонсона и Никсона. Имао је троје браће и сестру. Породица се вратила у Ирску када је Џонију било три године. Научио је да свира гитару, почео са компоновањем својих песма када је имао тринаест година и професионалним певањем са четрнаест. Након школе се запослио као шегрт електричар, у исто време изводећи музику у фолк и блуз клубовима. 1977. године је играо Адама и ирском мјузиклу „Адам и Ева“. Као електричар је радио пет година.

### Песма Евровизије
What's Another Year?, баладу са којом је Џони Логан победио на Песми Евровизије 1980. у Хагу, је компоновао и текст писао Шеј Хили. Песма, која препознатљивом деоницом саксофона, описује чекање и безнадежно чекање човека који је изгубио жену коју је волео, ”све што је имао”. Песма је освојила прво место са 143 поена; била је то друга победа Ирске након победе Дане 1970. са All Kinds of Everything. Након што је проглашен за победника, Логан је био толико узбуђен да није могао отпевати високе ноте пред крај песме у победничком извођењу; уместо тога, узвикнуо је ”Волим те, Ирско!”, поклич који је поновио седам година касније. Песма је достигла изузетну популарност и продата је у преко три милиона примерака.
Песма Terminal 3, коју је Џони Логан компоновао за Линду Мартин, освојила је блиско друго место на Песми Евровизије 1984. у Луксембургу, иза брзе победничке нумере Diggi-Loo, Diggi-Ley, коју су изводили Хериз из Шведске. Логан је признао да је главни мотив песме ("Terminal Three: flight's on time"), која описује стрепњу жене која чега свог драгог из Америке, написан напросто зато што је био на терминалу 3 лондонског аеродрома Хитроу у време кад је писао песму.
За снажну баладу Hold Me Now, са којом је победио на Песми Евровизије 1987. у Бриселу, Џони Логан је сам писао музику и текст. Песма описује осећања човека кога напушта жена коју воли и коју моли за још један загрљај; музички, ово је типична евровизијска снажна балада, у којој завршни рефрен преузимају пратећи вокали након Логанових исцрпљујућих високих нота пре него што им се он поново придружи кроз енергични рефрен ка мирном емотивном завршетку. Песма је убедљиво победила са 172 поена, а Логан је у победничком извођењу узвикнуо ”Још увек те волим, Ирско!” Песма Hold Me Now је продата у преко милион примерака и вероватно је најпрепознатљивија евровизијска балада широм Европе и посебно на простору некадашње Југославије. Обрадили су је многи извођачи укључујући и реге изведбу Тање Стивенс или обраду у стилу ритма и блуза са белгијским репером Кеј Стајлс као Don't Cry, на којој сам Логан изводи рефрен нешто бржим темпом него у традиционалној верзији.
Џони Логан је такође компоновао и писао текст за песму Why Me?, са којом је Линда Мартин победила на Песми Евровизије 1992. у Малмеу са 155 поена. На свим ирским евровизијским наступима од 1980. до 1998. оркестром је дириговао Ноел Килехан.

### Каријера
Осим ових, Џони Логан је био и аутор више песама које су учествовале на националним финалима за избор за представника на Песми Евровизије: Hearts за Мајка Шерарда (осмо место) 1985, If I can change your mind за Линду Мартин (четврто место) 1986. и When do I get over you за Мајка Шерарда (шесто место) 1991. у Ирској, као и The Story Of My Life за Арноа Коленбрандера 2004. и How Does It Feel за Ерфорс (друго место) 2005. у Холандији. Сам Џони Логан је пре своје прве победе освојио треће место на ирском националном избору 1979. са песмом Angie.
Веома су ретке победничке песме у којима су извођачи компоновали своје нумере. Логан је до данас (2006) једни извођач који је на Песми Евровизије победио са песмом писаном за њега, затим победио изводећи своју песму, те компоновао другу победничку песму. Чест је гост на националним изборима за представнике на Песми Евровизије и свим другим евровизијским догађањима; тако је неколико својих песама отпевао и на првој Европесми-Еуропјесми 2004. у београдском Сава центру. У посебном телевизијском програму Честитамо!, који је у октобру 2005. године поводом педесетогодишњице Песме Евровизије организовао Дански радио, Логанова песма Hold Me Now је изабрана за трећу најбољу у историји такмичења. И What's Another Year? је била међу 14 финалиста које су гледаоци у претходном општем гласању номиновали између преко хиљаду дотадашњих наступа.
Током своје каријере, Логан је издао чак 40 синглова и 19 албума. Наставио је са својом љубави према мјузиклу, и играо по Норвешкој у оперском мјузиклу ”Which Witch”. Осим евровизијских песама, Логан је имао и друге веома познате нумере, као што су Stay, When Your Woman Cries, Heartbroken Man, Living a Lie, Such a Lady. Осим својих песама, Логан често изводи и обраде, попут Angels, изворно Робија Вилијамса, или евергрин нумере When you walk in the room. Има велики број обожавалаца у Ирској, као и известан број поклоника у Уједињеном Краљевству и другде у западној Европи (Немачкој, Холандији, Белгији, Данској). Изводио је за многе државнике укључујући и папу Јована Павла II, краљицу Елизабету II и принца Филипа, принца Чарлса, председника Ирске, белгијску и норвешку краљевску породицу. Водио је свој ТВ серијал на ББЦ-ју и играо себе у неколико филмова. Писао је музику за церемоније отварања неколико спортских шампионата.
2007. је био лице рекламне кампање Мекдоналдса у Ирској, чији су део били телевизијски спот за мени ”евроштедиша” уз песму Hold Me Now, те мрежно место на којем је Логан на питања посетилаца ”одговарао мудрим речима које ће решити сваки проблем” и понудио ”осам правила за свакодневни живот”, од којих је прво ”Имиџ је веома важан. Можда бисте могли носити бело одело.” а последње ”Хеј, а ако ништа друго не ради, увек те чека Мекфлари да ти помогне да заборавиш на ствари!”
Ирске новине The Sunday Tribune објавиле су у децембру 2008. да ирска телевизија покушава да договори са Џонијем Логаном да овај поново представља Ирску на Песми Евровизије 2009. у Москви. RTÉ је Логану понудила фиксну суму новца, као и самостални телевизијски шоу у ударном термину. Логан је одбио да коментарише.
Живи у Ешбурну у Ирској (округ Мит). Ожењен је за Ејлис од 1976, има троје деце, Адама, Фијон и Џека. И даље пева и компонује.
What do you say when words are not enough?— из Hold Me Now

## Дискографија
- , Ирска 1979.
- , Ирска 1980.
- , Ирска 1980.
- , Холандија 1980.
- , УК 1980.
- , Холандија 1985.
- , Холандија 1987.
- , Немачка 1989.
- , Холандија 1989.
- , Немачка 1990.
- , Ирска 1990.
- , Немачка 1992.
- ', УК 1994.
- , Немачка 1996.
- , УК 1996.
- , Немачка 1996. (нова верзија)
- , Немачка 1998.
- , Немачка 1999.
- , Немачка 1999. (ограничено клупско издање)
- , Данска 2001.
- , Немачка 2001.
- , Данска 2001.
- , Данска 2003.
- , Немачка 2004.
- , ЕУ 2005.